# Очирбатин М'ягмарсурен
Очирбатин М'ягмарсурен (нар. 15 квітня 1977) — монгольська борчиня вільного стилю, дворазова бронзова призерка чемпіонатів Азії, бронзова призерка Азійських ігор.

## Життєпис
Боротьбою почала займатися з 1998 року. 
Виступала за борцівський клуб «Нік» Улан-Батор. Тренер — Цевег Ойдов.

## Спортивні результати на міжнародних змаганнях

### Виступи на Чемпіонатах світу
| Змагання                        | Збірна   | Вагова категорія          | Місце |
| ------------------------------- | -------- | ------------------------- | ----- |
| Чемпіонат світу з боротьби 2001 | Монголія | жіноча боротьба, до 62 кг | 20    |

### Виступи на Чемпіонатах Азії
| Змагання                       | Збірна   | Вагова категорія          | Місце  |
| ------------------------------ | -------- | ------------------------- | ------ |
| Чемпіонат Азії з боротьби 2001 | Монголія | жіноча боротьба, до 62 кг | Бронза |
| Чемпіонат Азії з боротьби 2004 | Монголія | жіноча боротьба, до 59 кг | 4      |
| Чемпіонат Азії з боротьби 2005 | Монголія | жіноча боротьба, до 67 кг | Бронза |

### Виступи на Азійських іграх
| Змагання           | Збірна   | Вагова категорія          | Місце  |
| ------------------ | -------- | ------------------------- | ------ |
| Азійські ігри 2002 | Монголія | жіноча боротьба, до 63 кг | Бронза |

### Виступи на інших змаганнях
| Змагання                                                     | Збірна   | Вагова категорія          | Місце |
| ------------------------------------------------------------ | -------- | ------------------------- | ----- |
| Олімпійський кваліфікаційний турнір з боротьби 2004 (Туніс)  | Монголія | жіноча боротьба, до 63 кг | 8     |
| Олімпійський кваліфікаційний турнір з боротьби 2004 (Мадрид) | Монголія | жіноча боротьба, до 63 кг | 22    |